# 印度尼西亚商报
《印度尼西亚商报》，简称《印尼商报》，是一份在印尼出版的中文商业财经报纸，也是在1998年5月12日新秩序政府垮台后改革时期出版的第一份普通话商业财经报纸。于2000年4月17日首次推出，隶属于印尼商业集团和Sinar Harapan。